# 恒大集団
恒大集団（こうだいしゅうだん、中国語: 恒大集团、英語: Evergrande Group、エバーグランデ）は、中華人民共和国広東省深圳市に本拠を置く（登記上の本籍地はケイマン諸島）不動産開発会社。

## 概要
1996年に許家印が設立。創業者の許家印は 中国政府による住宅制度改革によって不動産需要が伸びることをにらんで、1996年・38歳の時に不動産会社「恒大」を設立した。許の目論見どおり会社は飛躍的に成長を遂げ、2009年に香港証券取引所に「中国恒大」として上場し、会社の時価総額は72億200万ドルまで上昇した。恒大集団の事業手法は、中国都市部の不動産価格急騰を背景に、自社の株式や不動産を担保にした多額の借入金と投資家からの資金を元に土地を素早く取得することで、購入した不動産価格の値上がりによってバランスシート上の資産額を増大させ、加えて開発による売却益により収益力が増大することで、会社の時価総額を大きくさせることで信用を勝ち取ることにあった。
不動産事業だけではなくM&Aによる多角化も進めており、2010年にプロサッカークラブの「広州足球倶楽部」を傘下に収め、「広州恒大足球倶楽部」として中国サッカー・スーパーリーグ7連覇とAFCチャンピオンズリーグを2度制覇するアジア屈指のビッグクラブに成長させた（現在は恒大集団とアリババグループの共同出資）。さらに「恒大冰泉」ブランドのミネラルウォーターの販売やレアル・マドリードとの提携でサッカースクールの恒大足球学校の運営といった事業を行っているほか、観光業やインターネット関連サービス、保険、ヘルスケアにも投資を行って事業の幅を広げ、2018年頃からは電気自動車 (EV) 事業への進出を計画し、2020年8月3日にEV6車種を一斉に披露。同年9月1日には病院や老人ホームなどの経営を手がけていた恒大健康産業集団（恒大健康）を中国恒大新能源汽車集団（恒大汽車）に社名変更してEV事業会社とした。
2019年時点の評価

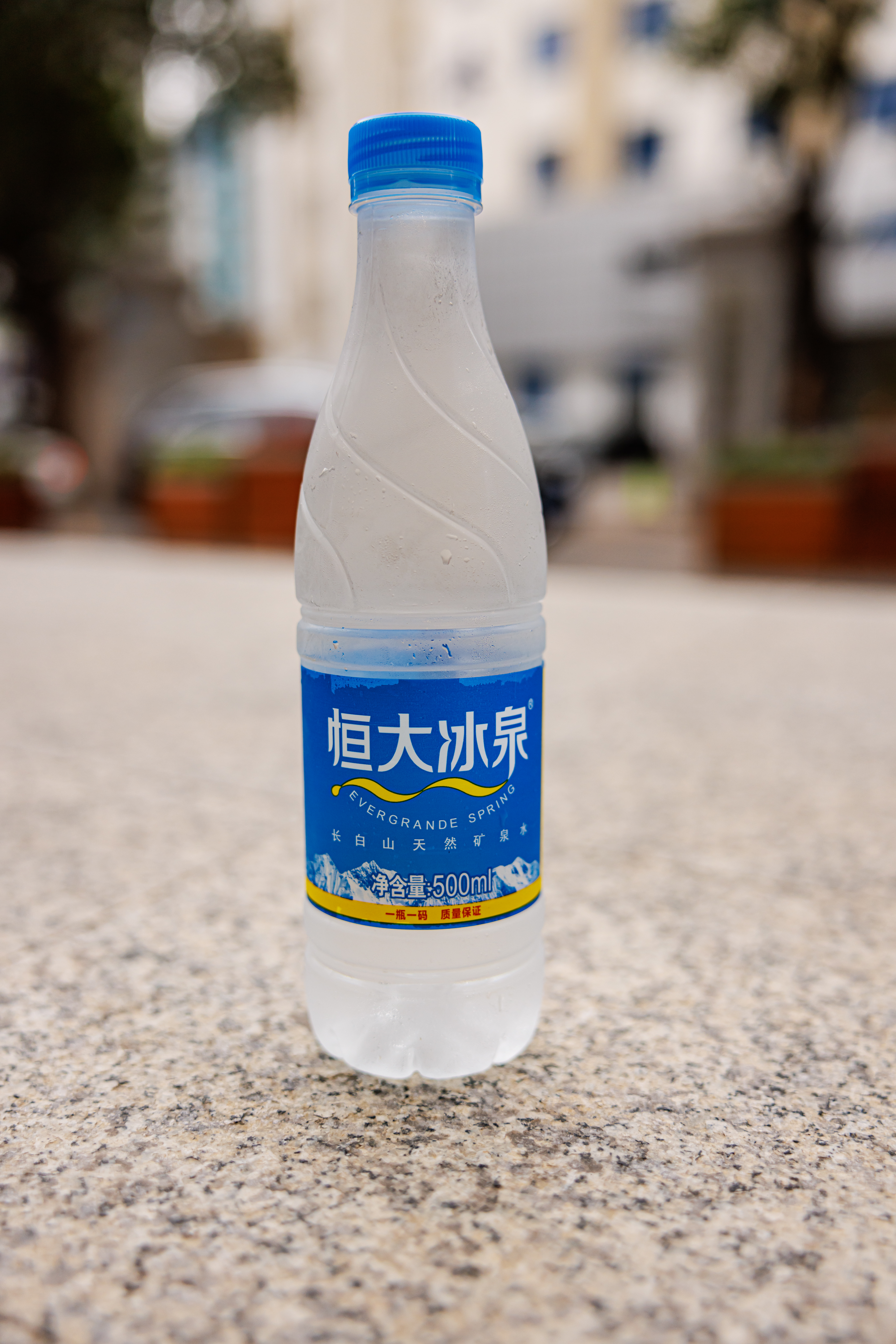
恒大集団のミネラルウォーター ブランド 『恆大冰泉』

当社は同族経営であり、2019年時点では「グローバル・ファミリー企業500社ランキング」で25位にランクインしていた。

## 経営危機
2020年9月末から10月にかけて、中国当局（中国人民銀行）が不動産市況のバブル抑制と、それに伴う不動産会社の財務改善を念頭に、資産に対する負債の比率が高い企業に対して金融機関などによる融資を制限する動きが出たことを受け、恒大集団が債務不履行に陥る可能性があると報道された。恒大は財務の健全化に向けて土地の在庫を3分の2まで減らすと発表し、2020年9月7日より1カ月間、すべての物件を3割引で販売した。

### 2021年
- 6月末基準で恒大集団の負債は1兆9700億元（およそ35兆6147億円）に対し自己資本は4110億元にとどまっている[12]。
- 7月、オンショア部門の恒大地産集団などで１億3200万元（約22億3500万円）相当の銀行預金が凍結されたほか、湖南省邵陽市の当局が中国恒大による預託口座での資金の扱いが適切でないとして住宅販売の停止に一時踏み切った影響により、3010億ドル（約33兆円）相当まで膨らんだ巨額の債務を返済できないのではないかと投資家の懸念が広がり、株価と社債が急落した[13]。
- 8月
  - 17日、創業者の許家印が董事長職を辞任し、後任として趙長竜が就任した[14]。
  - 31日、上半期の決算を発表するが、デフォルトリスクが指摘され、資産の売却などに失敗し流動性の問題が悪化した場合、融資契約に違反すること及び、経営に重大な悪影響を与える訴訟の恐れがあることも指摘された[15]。

#### 9月
- 7日、ムーディーズが社債の長期格付けを下から2番目のCaに引き下げた。フィッチ・レーティングスも同様に格付けを引き下げた[15]。
- 10日、恒大集団では、期日を迎えた全ての理財商品に関して、可能な限り、早く償還を行うことを明らかにした[16]。
- 11日から12日の週末には恒大の資産運用商品を買ったその恒大集団の社員が抗議を行ったことによって、瀋陽にいる恒大集団の社員に対して在宅勤務を行うよう指示を行った[17]。
- 12日には恒大集団の本社ビルに数百人の投資家が詰めかけ、恒大集団が販売している「理財商品」を購入していた投資家が償還するようにという抗議が行われた[17][18]。これに関しては、2021年9月13日の夜に警察が出動する事態に発展している[17]。恒大集団では、資産運用商品を保有するものに対し、返金が長期にわたって遅延する案を明らかにしたことが、猛反発となり、9月13日にこの提案について、わずかに修正をした[17]。この提案には、資産運用商品の払い戻しの案が3種類提示されていて、現金という形での分割払い、不動産としての支払いに加え、投資家が買った住宅の物件の支払いの残高からの相殺があったという[17]。しかし、個人投資家と機関投資家は、恒大集団が開発を手掛けた不動産の払い戻しを受け入れていない[17]。
- 13日に、恒大集団は「会社が前例のない困難にぶつかった。全力を尽くして経営を正常化する」と明らかにしていた[12]。
- 14日に、「資金繰り難を和らげる「実行可能な全ての解決策」」を考えるため、新たに財務アドバイザーを付けた[19]。これは、香港取引所への届け出において、資本構造の評価を行うために、財務アドバイザーを付けたもので、もし、期日通りに債務が返済できなくなった場合や、債権者に延長あるいは代替の取り決めに合意した場合は、いずれも、いわゆる「クロスデフォルト」に発展する可能性があると恒大集団は説明している[19]。また、中国恒大新能源汽車集団と恒大物業のそれぞれの持ち分の売却について、大きく進展させることができなかったため、香港に保有のオフィスビルも売却が予定内に完了することができなかったことを明らかにしている[19]。
- 15日、アメリカのS&P グローバル・レーティングはこの恒大集団とその子会社の格付けを「CC」に引き下げた[20]。理由として「恒大集団は、販売の大幅な落ち込みが発表され、現金収支が悪化し、返済で引き続き不動産を利用していることで明らかなように、流動性と資金調達能力が大幅に悪化している」とした[20]。
- 16日、本土部門である恒大地産は、16日の全社債取引を停止することを発表した[21]。これは、中国の信用格付け会社である中誠信国際信用評級が恒大地産とその恒大地産が持っていた本土債の格付けを従来の「AA」から「A」に引き下げたことによって、「公平な情報開示を確実にするため」という風に深圳証券取引所への届け出で明らかにしたもの[21]。また、この格下げをめぐり、上海上場債券の取引を1日停止を申請したうえで、取引のメカニズムを取引再開にあたって変更することも明らかにしている[22]。
- 18日、恒大集団は、2021年5月1日から9月7日までの間に、そのグループで扱っている投資商品を前倒しでの償還を受けた6人の幹部について、その償還を取り消したうえで、厳しい処分をしたことを発表した[23][24]。この6人の幹部は2021年5月1日から9月7日の間にわたって12の投資商品を前倒しで償還を受けていた[24]。
  - また、2021年9月18日に、恒大集団は、「満期を過ぎた資産運用商品（理財商品）」を現金に代わって不動産の資産を大幅に値引きするという形式で、返済を行う手続きを始めた[16][25]。恒大集団の部門は、2021年9月18日付で対話アプリである「微信（ウィーチャット）」の中で、「物資産との交換による理財商品の償還に関心のある投資家に対し、投資コンサルタントに連絡するか、地元オフィスを訪れるよう案内した。」という主旨の投稿を行った[16]。また、2021年9月19日に、恒大集団の顧客サービス担当者がロイター通信の取材に対して、「具体的な支払い方法や詳細については、現地の状況に応じて決定される」と述べた[16]。中国の金融ニュースメディア・財新が2021年9月19日付で伝えたところによれば、恒大集団の理財商品の残高は、推定でおよそ60億ドルとなっていて、この理財商品に関しては、個人投資家が持っている[16]。
- 20日に、S&Pグローバル・レーティングは、恒大集団が中国政府による直接の支援について、その公算は小さいとして、デフォルト寸前の状況にあるという分析リポートを明らかにした[26]。S&Pグローバル・レーティングは、リポートの中で「中国政府は複数の主要開発業者の破綻を引き起こしたり、経済へのシステミックリスクをもたらしたりする広範な波及がある場合にのみ、介入せざるを得ないとわれわれは考えている」とした上で「恒大だけの破綻ならそのようなシナリオにつながる公算は小さそうだ」と分析している[26]。
- 21日、恒大集団会長の許家印は、従業員に向けた書簡の中で、「あなた方の協調した努力と懸命な働きにより、恒大が最も暗い時から抜け出し、できるだけ早期に全面的に建設を再開するほか、約束通り不動産プロジェクトを遂行するという重要目標を達成すると私は固く信じている」と記した[27]。2021年9月21日に、恒大集団は、2021年9月20日に期限を迎えた利払いを行わなかった[28]。
- 22日の夜、恒大集団の会長・許家印は、社内会議で、「理財商品の投資家への償還が最優先事項だ」と訓示を行った[29]。
- 23日、恒大集団は8350万ドルに及ぶ、2本の社債の利払いの期日を迎えることになっていたが[30][31]、2021年9月22日になって、恒大集団が人民元建て債の利払いを行うことを明らかにした[32][33]。今回は、深圳市場で取引している2025年9月の償還債の利払いを行うことになっていた[33]。しかし、時事通信によれば、この2021年9月23日に期日を迎えた8350万ドル（日本円でおよそ92億円）の社債の利払いができなかった模様だと伝えていて、この社債の未払いが債務不履行と判断される30日間の猶予期間に入った[34]。その後、ロイター通信が伝えたところによれば、一部のオフショア債保有者がアメリカ時間の2021年9月23日までに、利払いを受けていないことが、その事情を分かっている2人への取材で分かった[35]。
  - また、中国当局が、恒大集団の経営破たんに備えるように地方の政府に専門のチームを立ち上げて、中国各地で恒大集団が手掛けている事業の債務の状況を調べるほか、恒大集団が持っている不動産開発の事業を承継する準備を行うよう指示したことを、2021年9月23日のウォール・ストリート・ジャーナル電子版が関係者の話を基に伝えた[36][37]。
- 27日、広東省深圳市の当局が、恒大集団を調べていることをロイター通信が伝えた[38][39]。これは、深圳市の金融規制当局が投資家に対し、明らかにしたもの[39]。ロイター通信によると、恒大集団を当局が調べることが明らかになるのはこれが始めてとなる[38]。深圳市の金融規制当局では、「投資家の問い合わせに応じた書簡」の中で、「市の関係部署は恒大に対する市民の意見を集め、徹底的な調査を行っている」ことを説明している[38]。この調べは、投資家が深圳市に対して、調査を求め、実現したもの[39]。
- 29日、恒大集団は4750万ドルに及ぶ、利払いの期日を迎える[31]。そんな中で、2021年9月29日に、恒大集団が子会社が保有の盛京銀行の株式をおよそ100億元で売却することを明らかにした[40][41]。売却先は遼寧省瀋陽市にある国有企業の瀋陽盛京金控投資集団で2021年9月28日に合意している[40][41]。そして、2021年9月29日に期限を迎えたドル建て社債の利払いができなかったようだと、ロイター通信が伝えた[42][43]。
  - 29日をもって、恒大集団が期限内に利払いを行わず、債務不履行とされるまでの、30日間の猶予期間となったことを受けて、格付け会社のフィッチ・レーティングスでは、恒大集団と子会社である2社の外貨建ての長期発行体デフォルト格付けを、これまでの「CC」から「C」に格下げしたことを明らかにした[44]。
  - 恒大は9月30日期日の理財商品に29日に10％支払いを実施した[45]。
- 30日 - 恒大は外国債の利払いを再び見送った[46]。

#### 10月
- 1日 - ディストレスト債投資家が恒大の社債を相次ぎ取得し始めた[47]。
- 4日
  - 香港証券取引所は恒大の要請に応じて上場する恒大株の取引を停止した[48][49]。
  - 恒大は子会社である恒大物業集団の株式の過半を合生創展集団に50億ドル超で売却[50]。
- 5日 - 香港証券取引所で恒大株が2日連続で取引停止となった[51]。
- 6日
  - 香港証券取引所で恒大株が3日連続で取引停止となった[52]。
  - 香港不動産仲介大手2社(美連物業と中原地産)が、仲介手数料未払いで恒大を提訴した[53][54]。
  - 恒大の第2位株主である華人置業集団が株式非公開化(要するに身売り)を提案したと発表した。相手先は英領バージン諸島のソーラー・ブライト[55]。
  - 同日、米国ブリンケン国務長官が中国に「責任ある行動を取ることを望む」と釘を刺した[56][57]。
- 7日、ブルームバーグが関係者の話として恒大などが保証する2億6000万ドルのドル建て社債が3日の期限を過ぎても償還されていないと報じた[58][59]。
- 9日、自社の投資商品の早期償還を受けていた幹部6人が資金を返還したと発表した[60]。
- 11日、11日の利払いを遅延した[61]。
- 12日、社債の利払いを再び見送った。過去3週間で3回目となった[62]。
- 14日、吉林省長春市当局から長春市の土地購入で取得費の残額1億8000万元(2800万ドル相当)が未払いであると報じられる[63]。
- 15日
  - 香港本社ビル売却の相手先である越秀地産が計画を撤回し、白紙にした[64]。
  - 香港の規制当局は事業継続性に疑義が生じたとし、20年度と21年度上半期分の財務調査に着手したと発表した[65]。
  - 19日に期日を迎える元建て社債の利払いを実施すると発表した。なお先月下旬以降3回にわたって見送っているドル建て社債の利払未払額は計2億7900万ドルに達し、期日から30日以内に利払いができなければ債務不履行となる見込み[66][67]。
  - 中国人民銀行の金融市場担当幹部が会見で「不動産業界の個別の現象であり業界全体は健全である。恒大集団の負債のうち金融関連は3分の1以下で、このリスクが金融業界に与える影響はコントロールできる」と述べた[68]。
  - 複数の関係筋によると夏海鈞CEOは香港で2カ月以上滞在し、リストラと資産売却の可能性について投資銀行や債権者と協議しているとした。ただし協議相手は不明。また、筋のうち1人は「CEOは国外に抱えてる簿外債務の規模を関知する必要がある。多くの簿外債務が子会社レベルで(いわゆる飛ばし)、CEOもそれを認識してない可能性がある(もし事実なら山一證券の野澤正平の立ち位置に近い)。関知しなければリストラはおろか、債権者とも協議できない」と述べた[69]。
- 17日
  - ラジオ・フリー・アジアが報じたところによると中国共産党指導部が人民解放軍や武装警察などに対し「第1級厳戒態勢」を発令していたことが明らかになった[70]。

#### 12月
- 3日
  - 償還について十分な資金が存在するか不確定であるとし、債権者と協議に入るとした[71]。
  - 許家印会長が広東省政府に召喚され、また広東省は恒大集団に対してワーキンググループを派遣し、業務の維持と共にリスク管理を促進させると発表した[72]。
- 6日
  - 香港証券取引所において株価が3日と比較して19%下落し、上場以来最安値を更新した。終値は1.81香港ドル[73]。
- 7日
  - 11月6日が期日のクーポンの支払いに関して、30日間の猶予期間後も支払いを確認できなかったと報道された。デフォルトが行った可能性がある[74]。
- 8日
  - 株価最安値を更新。終値は1.73香港ドル[75]。
- 9日
  - フィッチ・レーティングスが、恒大集団を部分的なデフォルトであると認定[76]。子会社の「天基控股」が発行した社債の利払いがなされなかったことによる[77]。フィッチによれば、部分的なデフォルトとは、債務不履行となりながらも倒産手続きが始まっておらず、営業が続けられている状態を指す[78]。
- 17日
  - S&P ダウ・ジョーンズ・インデックスが「選択的債務不履行」と恒大集団を認定。S&Pは債務者が特定の債務を不履行とした場合のことを「選択的債務不履行」とした[79]。

### 2022年

#### 1月
- 3日、香港証券取引所は恒大集団株の取引を停止した[80]。
- 10日
  - 12月中に本社を構えていた深圳のビルを退去していたことを発表[81]。
- 20日
  - カークランド・アンド・エリス（英語版）とモーリス・アンド・カンパニー（英語版）を代理人とする中国国外の債権者グループが、恒大集団によるデフォルト解消の取り組みが進行しない場合は強制措置を取るつもりであるという声明を出した[82]。
- 21日
  - 政府系金融機関である中国国際金融（英語版）と中銀国際アジアを財務顧問とする発表を行った[83]。

#### 7月
- 23日
  - 預金の流用への関与が発覚した夏海鈞CEOが辞任したと発表[84]。事実上の更迭とされる[85]。

#### 8月
- エバーグランデは、新サッカー場の土地売買契約が解除されたため、8億1800万ドルを受け取ることになったと発表した[86][87]。

### 2023年

#### 5月
- 恒大集団は、中国の裁判所から1千億円の支払いを命じられた[88]。

#### 6月
- 11日 - 3月に公表したデットエクイティスワップによる外貨建て債務再編案[89] が難航していると報じられた[90]。

#### 7月
- 17日 - 開示を延期していた2021年と2022年の通期決算を発表。保有する不動産や金融資産の減損により、2年間の純損失は単純合計で8120億3000万元（約15兆7021億円）、債務超過の額は 2022年末時点で5991億元（約11兆5847億円）。なお、会計監査人は、適正性を証明できないとして「意見不表明」の判断を示している[91]。
- 26日 - 恒大集団傘下で電気自動車事業を手掛ける恒大新能源汽車が、2021年12月期と2022年12月期の決算を発表。2021年12月期の最終損益は563億4400万元（約1兆1000億円）の赤字、2022年12月期は276億6400万元（約5500億円）の赤字[92]。

#### 8月
- 17日 - 連邦倒産法第15章の適用をニューヨーク連邦破産裁判所に申請した（後述するように2024年3月に撤回）[93]。恒大集団は同法の適用申請について、オフショア債務再編のための通常の手続きで、破産申し立てを伴うものではないと説明した[94]。
- 27日 - 2023年1月から6月期連結決算を発表。最終損益は330億元（約6600億円）の赤字だったが、対前年同期比で赤字幅は半減した[95]。
- 28日 - 恒大側からの申請により香港市場において株式の取引再開[96]。1年半ぶりとなる取引再開初日は80%近くの下落となった[97]。

#### 9月
- 28日 - 香港市場において先月再開した株式の取引が再び中止された。同日、恒大集団は、許家印会長が犯罪を犯した疑いで法令に基づく処分を受けたと発表した[98]。

### 2024年

#### 1月
- 29日 - 香港高等法院は恒大に対し清算命令を出した[99][100]。事実上の債務不履行に陥った2021年には、恒大集団には3000億ドルの負債があると見積もられていたが、負債総額は2023年6月末時点で2兆3882億元（約49兆円）にのぼり、債務超過となっている。また2024年1月の段階でも、同社が清算すべき資産は2400億ドルに上ると報じられている[101][102]。

#### 3月
- 18日 - 中国証券監督管理委員会は恒大集団の子会社の恒大地産集団に対し、財務報告に虚偽記載があったとして41億7500万元の罰金を科した。売上高を前倒しで計上するなどの方法で2019年と2020年の決算に虚偽を記載し、売上高を水増ししていたという[103][104]。
- 24日 - 1月の香港高等法院による清算命令によって債務再編に向けた協議に影響が出るとの予測を理由に、前年（2023年）8月に米ニューヨーク連邦破産裁判所に行った連邦倒産法第15章の適用申請を撤回[105]。

### 2025年
- 2024年1月に香港証券市場で株式の売買が停止された後、1年半以上の期間にわたり売買が再開されることがなかった。この長さは香港市場における上場廃止の基準であり、同取引所の委員会は上場廃止を決定。上場廃止日は2025年8月25日となった[106]。